# 샤르헤이 바로우스키
샤르헤이 울라지미라비치 바로우스키(벨라루스어: Сяргей Уладзіміравіч Бароўскі, {러시아어: Сергей Владимирович Боровский 세르게이 블라디미로비치 보롭스키[*], 1956년 1월 29일, 민스크 ~)는 전 축구 선수이자 감독이다.

## 경력
현역 시절, 그는 디나모 민스크에서 활약했다. 그는 소련 국가대표팀 경기에 21번 출전했고, 1982년 월드컵에 참가했다. 그는 1982년에 소련 최상위 리그 우승도 거두었다.

## 감독 경력
그는 1994년부터 1996년까지, 1999년부터 2000년까지 벨라루스 국가대표팀 감독을 역임했다.
2016년부터 2017년 5월까지는 디나모 민스크를 지도하기도 했다.

## 수상

### 선수
디나모 민스크
- 소비에트 톱리그: 1982

### 감독
말라즈데치나
- 벨라루스 프리미어리그: 1991
- 소비에트 아마추어컵: 1991

셰리프 티라스폴
- 쿠파 몰도베이: 1998–99

카우나스
- A 리가: 2003

샤흐툐르 살리호르스크
- 쿠바크 벨라루시: 2013–14